# 盘石屿
盘石屿（英语：Passu Keah）位于南中国海西沙群岛西部的永乐群岛中，在华光礁以南7海里，中建岛东北30.5海里处。珊瑚环礁内合围封闭潟湖，礁盘长约6.8公里，宽约3.5公里，环礁西北有一座沙洲，面积0.4平方公里。台风大潮时常被海水淹没。1928年广东西沙考察团乘“海瑞号”航行至此，曾命名“海瑞岛”。1935年公布名称为“巴徐崎”。1947年和1983年公布名称为“盘石屿”。中国渔民称其为“白树仔”、“白峙仔”、“白礁”。
盘石屿现由中华人民共和国政府实际控制，行政上划归海南省三沙市管辖。